# 小羅特河
49°8′58.1″N 11°10′50.5″E / 49.149472°N 11.180694°E
小羅特河（德語：Kleine Roth），是德國的河流，位於該國東南部，由巴伐利亞負責管轄，屬於羅特河的左支流，河道全長9.4公里，流域面積21.8平方公里，流經羅特縣。